# Красноармійський (Торбеєвський район)
Красноармі́йський (рос. Красноармейский, ерз. Красноармейской) — селище у складі Торбеєвського району Мордовії, Росія. Адміністративний центр Красноармійського сільського поселення.
Населення — 686 осіб (2010; 854 у 2002).
Національний склад станом на 2002 рік:
- росіяни — 81 %

Стара назва — Совхоз Красноармієць.